# ブルワー (メイン州)
ブルワー（英: Brewer）は、アメリカ合衆国メイン州のペノブスコット郡にある都市。人口は9,672人（2020年）。伝統的に林業が盛んである。市名は最初の入植者ジョン・ブルワー大佐にちなんで名付けられた。
ペノブスコット川をはさんでバンゴーの隣に位置しており、3本の橋で結ばれている。両市は姉妹都市である。当初はどちらもコンデスキーグ・プランテーションに属したが、バンゴーはジョン・ブルワーの出生地にちなんで「ニューウースター」とも呼ばれていた。1788年、ブルワーとニューウースターを主要ビレッジとしてオーリントンの町が法人化された。コンデスキーグの一方は1791年にバンゴーとして法人化された。最後は1812年、ブルワーがオーリントンから分離して法人化された。

## 地理
アメリカ合衆国国勢調査局に拠れば、市域全面積は15.68平方マイル (40.61 km2)であり、このうち陸地15.23平方マイル (39.45 km2)、水域は0.45平方マイル (1.17 km2)で水域率は2.88%である。
サウスブルワーとノースブルワーのビレッジが市域内にある。サウスブルワーは以前、市の主要工業地帯だった。

### 気候
ブルワーの気候は季節によって温度差が大きいのが特徴であり、夏は暖かいか暑くて湿度が高いことが多く、冬は寒くて時には厳しい寒さになる。ケッペンの気候区分に拠れば、湿潤大陸性気候、略号では"Dfb"である。

## 歴史的な建物
サウスブルワーにあるヴィクトリア様式のダニエル・サージェント邸（1847年建設）はアメリカ合衆国国家歴史登録財に指定されている。サージェントはサウスブルワーの大きな製材所の所有者だった。南北戦争のとき、サージェントはメイン第2志願歩兵連隊（別名バンゴー連隊）の「タイガース」中隊（ペノブスコット川ドライバーズ）を指揮した。この部隊は1861年に最初にメイン州から出征し、2年間で11の戦闘に参戦した部隊となった。サージェントは最後は中佐に昇進し、連隊の第2指揮官となった。

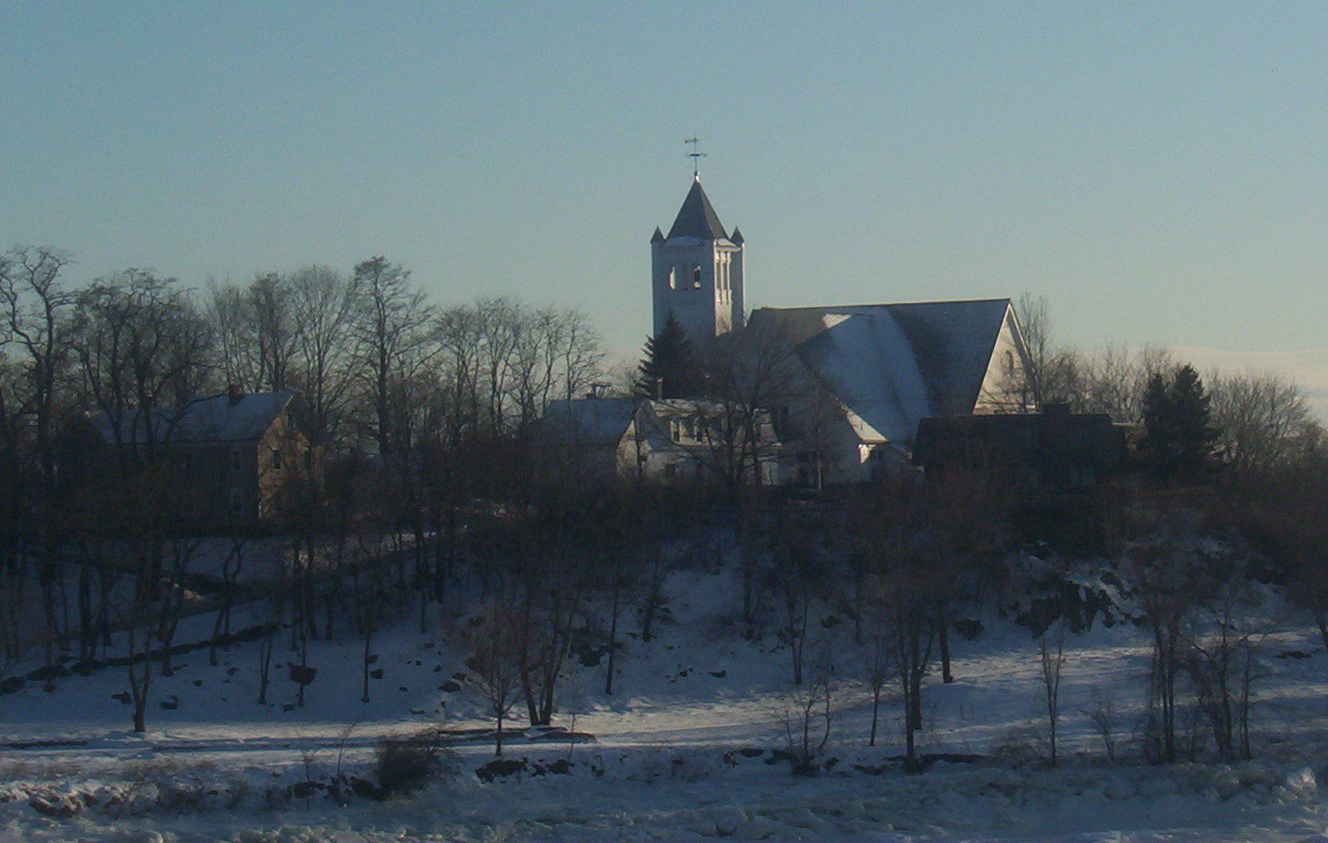
第一会衆派教会

市内でも最も印象的な建築物はこけら葺きの第一会衆派教会であり、ペノブスコット川沿い、バンゴーを見下ろす崖の上に立っている。

## 歴史的な産業
ブルワーは19世紀にレンガ造りで有名であり、一方バンゴーは木材で有名だった。1850年代では、ブルワーに12ないし15のレンガ工場があり、毎年1,200万個のレンガを生産していた。これらの大半はボストンや近隣に送られた。ボストンのバックベイとサウスエンドの地区の大半はブルワーのレンガで造られたと言われている。ブルワーのフランク・O・ファーリントンが1859年にレンガの縁取りと回転させる機械の特許を取得した。
造船や製材業もブルワーの主要産業だった。ブルワーの製材所は、ペノブスコット川上流で滝の動力を使っていたのとは異なり、蒸気による動力を使っていた。19世紀と20世紀初期、かなりの量の氷生産業があり、ゲッチェル兄弟会社という形で今も残っている。
イースタン・マニュファクチャリング社が1869年にサウスブルワーでパルプと製紙工場を開設し、市内最大の雇用主になった。この工場は2004年に閉鎖され、その跡地は現在シアンブロ・コーポレーションが再開発している。イースタン・マニュファクチャリング社はフレッド・W・エアが所有する製材所として始まり、1880年代後半には余剰となった板材を使うために、新しく開発された亜硫酸塩法によって、紙を作る実験を始めた。1890年、エアは亜硫酸塩蒸解法の新しい特許を取得し、それがイースタン社の基本的工法となった。ミリノケットのグレート・ノーザン社も同じ方法を使い、競合するインターナショナル・ペーパー社が所有する重要な特許を回避できた。地元で「イースタン」と呼ばれたこの会社は1905年頃紙の品質で特化し始め（例えば商標の「アトランティック・ボンド」）その後、社名もイースタン・ファインペーパー, Inc. と変えた。

## 著名なできごと
1900年、17歳のフランス系カナダ人少女ディオンヌ・ポリオーが、イースタン・マニュファクチャリング社の高さ173フィート (53 m) の煙突の頂点まで初めて登った者として10ドルを獲得した。この会社は初めて登った少年に5ドルを出すと提案をしたが、少年は全て途中で止めてしまった。ポリオーが挑戦するとした時に賞金が倍になった。この快挙は「ニューヨーク・タイムズ」でも報道され、「サウスブルワーで最も可愛いだけでなく、最も大胆な者だ」と書かれていた。
1903年8月29日早朝、銀行強盗がブルワー貯蓄銀行にダイナマイトを使って押し入った。彼らは金庫室（現金の大半は移されていた）から300ドルのみを盗って、バンゴーに橋を渡って逃げ、途中ブルワーの人々やバンゴー川の警官に発砲した。その追跡にバンゴーの全警官を動員したにも拘わらず、強盗は逃亡した。
1906年6月12日、ブルワー高校の生徒4人が、ブルワー湖で帆走中に溺れた。その知らせを聞いた近くのオールドタウン町の女性がこん睡状態になって、かなりの精度で溺れた者達の遺体の場所を告げたとされている。ただし、その情報が湖に届くまえに生徒達の遺体は回収されていた。この件について後に「アメリカ心霊研究協会ジャーナル」に報告された。卒業式が中止され、1,000人の民衆が葬儀に出席した。
1924年、クー・クラックス・クランがブルワーのノースメインストリートを公然とパレードしたことがあった。

## 著名な出身者

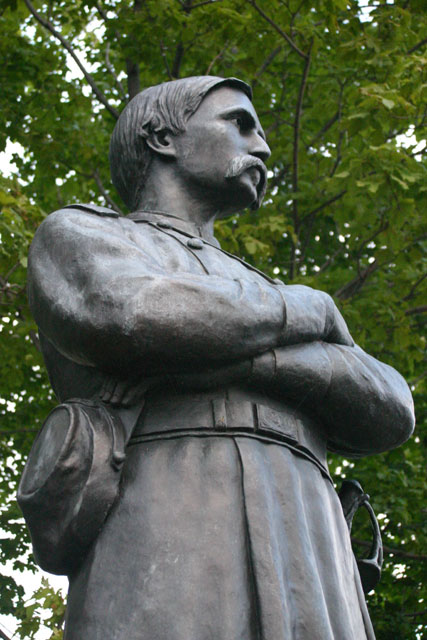
ブルワーにあるチェンバレン記念像

- ジョシュア・チェンバレン、教育者、南北戦争では北軍の少将、第32代メイン州知事
- エイドリアン・グレニアー、俳優、1990年代半ばにブルワーに住んでいた、2004年からテレビドラマ『アントラージュ★オレたちのハリウッド』で主役

## 人口動態

### 2010年国勢調査
以下は2010年の国勢調査による人口統計データである。
| 基礎データ - 人口: 9,482 人 - 世帯数: 4,163 世帯 - 家族数: 2,448 家族 - 人口密度: 240.4人/km2（622.6 人/mi2） - 住居数: 4,457 軒 - 住居密度: 113.0軒/km2（292.6 軒/mi2） 人種別人口構成 - 白人: 95.4% - アフリカン・アメリカン: 0.7% - ネイティブ・アメリカン: 0.8% - アジア人: 1.0% - その他の人種: 0.3% - 混血: 1.8% - ヒスパニック・ラテン系: 1.2% | 年齢別人口構成 - 18歳未満: 20.2% - 18-24歳: 8.9% - 25-44歳: 26.2% - 45-64歳: 27.6% - 65歳以上: 17.1% - 年齢の中央値: 41歳 - 性比（女性100人あたり男性の人口） - 総人口: 89.0 世帯と家族（対世帯数） - 18歳未満の子供がいる: 27.1% - 結婚・同居している夫婦: 43.3% - 未婚・離婚・死別女性が世帯主: 11.2% - 非家族世帯: 41.2% - 単身世帯: 31.8% - 65歳以上の老人1人暮らし: 13.1% - 平均構成人数 - 世帯: 2.25人 - 家族: 2.81人 |

### 2000年国勢調査
以下は2000年の国勢調査による人口統計データである。
| 基礎データ - 人口: 8,987 人 - 世帯数: 3,842 世帯 - 家族数: 2,401 家族 - 人口密度: 229.8人/km2（595.3 人/mi2） - 住居数: 4,064 軒 - 住居密度: 103.9軒/km2（269.2 軒/mi2） 人種別人口構成 - 白人: 97.63% - アフリカン・アメリカン: 0.33% - ネイティブ・アメリカン: 0.63% - アジア人: 0.55% - 太平洋諸島系: 0.02% - その他の人種: 0.23% - 混血: 0.60% - ヒスパニック・ラテン系: 0.60% | 年齢別人口構成 - 18歳未満: 22.4% - 18-24歳: 7.6% - 25-44歳: 30.4% - 45-64歳: 23.0% - 65歳以上: 16.7% - 年齢の中央値: 39歳 - 性比（女性100人あたり男性の人口） - 総人口: 91.2 - 18歳以上: 86.1 世帯と家族（対世帯数） - 18歳未満の子供がいる: 29.1% - 結婚・同居している夫婦: 48.5% - 未婚・離婚・死別女性が世帯主: 11.0% - 非家族世帯: 37.5% - 単身世帯: 29.3% - 65歳以上の老人1人暮らし: 12.2% - 平均構成人数 - 世帯: 2.30人 - 家族: 2.86人 | 収入と家計 - 収入の中央値 - 世帯: 36,949米ドル - 家族: 46,632米ドル - 性別 - 男性: 35,016米ドル - 女性: 26,850米ドル - 人口1人あたり収入: 20,158米ドル - 貧困線以下 - 対人口: 10.5% - 対家族数: 8.6% - 18歳未満: 13.3% - 65歳以上: 9.2% |